# Wymysłów Francuski
Wymysłów Francuski (prononciation [vɨˈmɨswuf franˈt͡suski]) est un village de la gmina de Dobroń, du powiat de Pabianice, dans la voïvodie de Łódź, situé dans le centre de la Pologne.
Il se situe à environ 4 kilomètres au nord-est de Dobroń (siège de la gmina), 9 kilomètres à l'ouest de Pabianice (siège du powiat) et 19 kilomètres au sud-ouest de Łódź (capitale de la voïvodie).
Sa population s'élève approximativement à 45 habitants[Quand ?].

## Administration
De 1975 à 1998, le village était attaché administrativement à l'ancienne voïvodie de Sieradz.

Depuis 1999, il fait partie de la nouvelle voïvodie de Łódź.